# Tankan (tangor)
Variété
Classification phylogénétique
Tankan est un tangor très ancien du Guangdong, probable hybride spontané de mandarine acide (C. reticulata var. austera) et d'orange douce. Il est adapté au climat subtropical, sa culture s'est diffusée à Taïwan et au sud du Japon (Kagoshima).
Il serait selon Tanaka un des meilleurs agrumes d'Asie orientale.

## Dénomination
En chinois 桶柑 (Tǒng gān), 桶 (Tǒng) signifie baquet, tonneau, peut être par ce que les fruits se transportaient ainsi. Selon les provinces on trouve aussi 蕉柑 (Sho kan), 年柑 (Nián gān) mandarine du nouvel an et 桶柑 (Okekan) à Taïwan.
En japonais タンカン (Tankan). En coréen 탄칸 (Tankan) 탄칸. 

## Histoire
Il est rapporté originaire du Guangdong où il est depuis longtemps une variété cultivée majeure, il est également cultivé dans le Fujian et le Guangxi. Il a été introduit à Taiwan pendant l'ère Kansei (1789-1809) selon certaines sources au XVIIe siècle selon d'autres. Puis à Okinawa, à Kagoshima en 1890, dans les îles Nansei au début du XXe siècle , sa culture à Kagoshima commence en 1930 avec la variété 'T-132' remplacée en 1932 par les cultivars 'Tarumi N°1' puis 名護  紅早生 (Nago kurenai wase) 'Nago Benisase' originaire du Viêt Nam.
En 1880, M. Bigham envoya six fruits achetés à Saigon à Riverside, en Californie, où la culture a été entreprise.
Bunzō Hayata créé l'espèce en 2019 dans sa description des Rustaceae de Formose (Vol VIII), il le décrit par rapport à C. reticulata var. poonensis Yu. Tanaka (une variante de ponkan) et en donne 3 variétés: .
- C. Tankan proprement dit. Fruits largement globuleux haut de 6 cm, large de 7 cm. L'arbre atteint 4 m, les branches s'étalant sur 5 m.
- 'Koshotankan' (C. nobilis subf. koshotankan (Hayata) M.Hiroe (1974)). «Fruits plus haut de 7 cm. largeur 8 cm. Peau plus rugueuse et plus rougeâtre à maturité qui intervient un mois plus tard que Tankan». Nom chinois 高牆桶柑 (Gāo qiáng tǒng gān)[8]
- 'Haili' (Citrus ×tankan f. haili Hayata), Haili de Formose. Fruits presque arrondis de 6 à 7 cm. Peau très lisse.

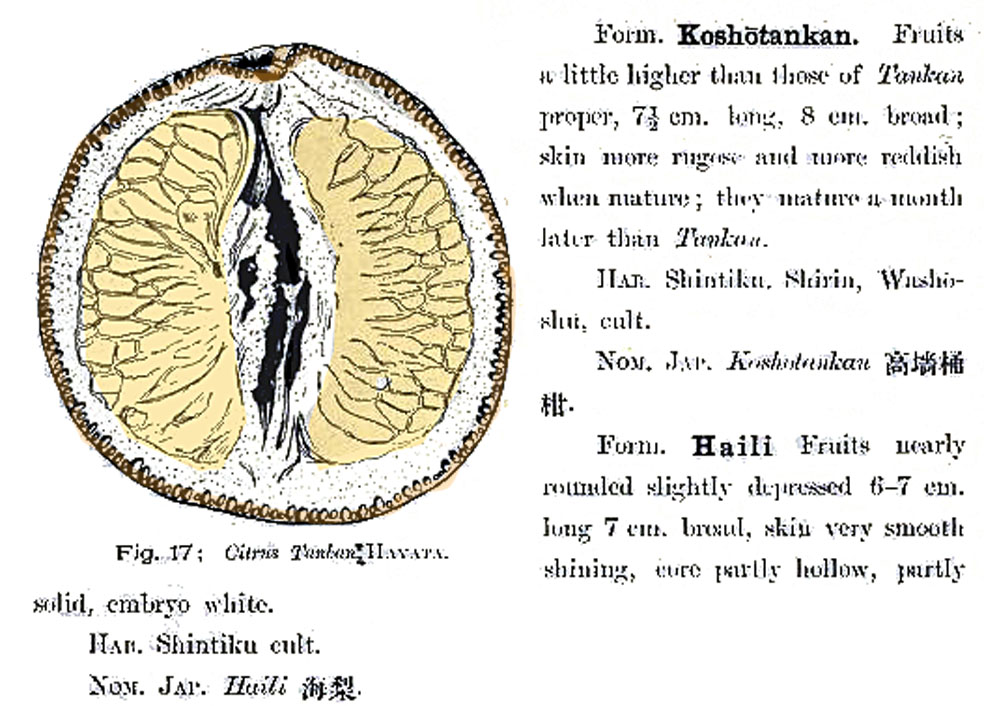
Tankan et ses variétés décrites par Bunzō Hayata (1919)

Ce sont ces deux derniers que Tanaka classe dans les meilleurs agrumes d'Asie The best oranges of far East :An Account of the Ponkan, Tankan, Kosho-Tankan and Haili from Formosa and the Adjacent Chinese Coast (1929). A Taïwan la production était de 52 000 t en 2015. Le fruit a connu un bon succès au Japon grâce à son haut niveau de sucre et de vitamine C, avec 1 280 t en 1979 et 6 880 t en 2003, c'est une spécialité des préfectures de Kagoshima et d'Okinawa. Les agronomes prévoient que Tankan pourrait se substituer aux satsuma car il est moins sensible au réchauffement climatique mais aussi capable de résister à un gel de −2 °C . 

## Description

### Phylogénie
Tokurou Shimizu et al. (2016) qui travaillent avec 4 cultivars de tankan (sp., 'Taishun', 'Tarumizu1', 'T134') rejettent la filiation traditionnelle: «le test de filiation avec l'orange douce et le genshokan ( Citrus genshokan Hort. ex Tan.) a rejeté la filiation, le tankan pourrait être une progéniture d’orange douce et d'une variété non identifiée avec un cytotype de sunki (mandarine acide C. reticulata var. austera). Ponkitsu (Citrus ponki Hort. ex Tan) serait alors un descendant de tankan puisqu'ils partagent le même cytotype».

### Culture
La plante est réputée adaptée aux climats chauds de 18 à 26 °C, 65 à 80 °F. et spécialement le nord de Taïwan. La floraison précède de quelques jours celle du ponkan. Le fruit (jusqu'à 150 g) a une peau fine (3 à 4 mm) a en général 9 quartiers aux membranes fines, faciles à manger. La pulpe est sucrée (13 ° brix) et l'acidité faible 0,8 %. La plante étant sensible à l'alternance biennale, les fruits sont éclaircis à 80 à 100 fruits/arbre. Il est tardif. 

### Hybrides et mutants
4 cultivars sont cultivés en Chine:  
- 普通桶柑 (Pǔtōng tǒng gān) la variété commune de Taiwan, maturité janvier à février forme de mandarine,
- 高墙桶柑 (Gāo qiáng tǒng gān) la variété haute avec type 'Koshotankan' de Hayata dont les cultivars 'Wuzaitong' (ou 'Dachun')  provenant du comté de Yilan et 'Gaoqiang' la plus courante,
- 海梨桶柑 (Hǎi lí tǒng gān) 'Haili' au fruit un peu plus gros que le précédant (150 g),
- 六月桶柑 (Liù yuè tǒng gān) la tardive de juin, peu produite.

Au Japon, les cultivars ont été sélectionnés depuis les plantes de Taïwan. 
- 名護紅早生 (Nago kurenai wase)  'Nago Beni Wase' sélectionnée à Okinawa (de semis en 1971) a été enregistrée en juillet 1993. Maturité janvier à Nago. Couleur orange foncé.
- 'T-132' sélectionné à Kagoshima. Gros fruit dont un mutant 垂水 1 号 (tarumi 1-gō)  'Tarumi N°1' a été mis en culture. On y trouve le type 'takasho' avec 檣 (sho) qui signifie mât car le fruit est long (c'est-à-dire haut) et le type 'Uchizono' qui présente les fruits plus gros[15].

### Utilisation
Le jus de fruit vendu en bouteille, pressé avec la peau pour donner une légère amertume, on en fait des gelées, des sorbets, on en aromatise le pain à la vapeur (mantou), les gâteaux. Le chenpi est un condiment (avec le poulet). Le fruit sert à la préparation d'une liqueur à base de saké ou de sakés aromatisés.

## Huile essentielle
Des universitaires taïwanais ont publié (2016) une comparaison des HE extraites par pression à froid de tankan, ponkan et du tangor Murcott. Les composés terpéniques sont de niveaux comparables 95 % chez Ponkan, 97 % chez Tankan et 95 % chez Murcott. Pour les composés oxygénés aromatiques Tankan se singularise par la présence de périllaldéhyde, d'α-sinensal, d'acétate de géranyle, et d'acétate de citronellyle. Tankan est riche en alcools terpéniques (1,4 %) qui donnent une note de tête fraîche florale, les 3 HE présentent des dominantes proches dues au linalol, à l'α-terpinéol et au décanal.